# آركاديوس

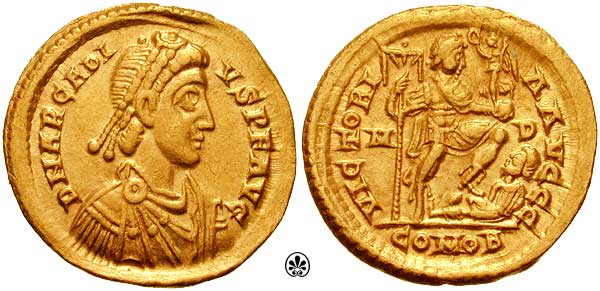
عملة آركاديوس

آركاديوس (377 - 408) كان إمبراطوراً بيزنطياً حكم النصف الشرقي من الإمبراطورية الرومانية منذ 395 حتى وفاته. كان الابن الأكبر لثيودوسيوس الأول، وأخ هونوريوس الذي أصبح إمبراطوراً رومانياً غربياً.

## حياته

### نشأته وفترة حكمه إلى سقوط يوتروبيوس (377-399)
وُلد آركاديوس في عام 377 في هسبانيا، وهو الابن الأكبر لثيودوسيوس الأول وآيليا فلاتشيلا، وشقيق هونوريوس، الذي أصبح إمبراطورًا لإمبراطورية رومانيا الغربية. في يناير من عام 383، عندما كان يبلغ الخامسة من عمره، أعلنه والده بلقب أغسطس حاكمًا مشاركًا للنصف الشرقي من الإمبراطورية الرومانية. تلى ذلك إعلان شقيقه الأصغر أغسطسًا للنصف الغربي من الإمبراطورية في عام 393. في الأعوام الأولى تلك، كان آركاديوس تحت وصاية الخطيب ثامسطيوس والراهب أرسينيوس زونارس.
كأباطرة، أظهر كِلا ابني ثيودوسيوس ضعف شخصيتهما، لذا كان بإمكانهما أن يخضعا لسيطرة أتباعهما الطموحين. ترك ثيودوسيوس آركاديوس وصيًا على العرش في القسطنطينية في عام 394 عندما توجه غربًا لمحاربة أربوغاست ويوجينيوس، إلا أنه عند وفاة ثيودوسيوس في يناير من عام 395، وُضِع هونوريوس الذي يبلغ من العمر عشرة أعوام تحت وصاية قائد الجنود، فلافيوس ستيليكو، وسرعان ما وقع آركاديوس الذي يبلغ من العمر سبعة عشر عامًا تحت تأثير القائد البرايتوري في الشرق، روفينوس. حاول روفينوس الطموح عديم المبادئ بسرعة أن يُزوِّج آركاديوس من ابنته ليصبح والد زوجته. مع ذلك، عند غياب آركاديوس في أنطاكية (حيث جلد روفينوس لوسينوس، أسقف الأبرشية المشرقية، بالسياط المملوءة بالرصاص حتى الموت، وفقًا لما ورد عن زوسيموس)، عُرض على آركاديوس لوحة مرسومة لآيليا يودوكسيا، ابنة فلافيوس باوتو، قائد الجنود الإفرنجي المتوفى. قدّم المُخصي يوتروبيوس، أمين المهجع المقدس، يودوكسيا لآركاديوس، وسرعان ما وقع الإمبراطور الشاب في حبها، وجرى الترتيب لزواجهما بسرعة، وأُقيمت مراسم الاحتفال في 27 نيسان من عام 395. وفقًا لزوسميوس، كان روفينس منفعلًا حتى اللحظة الأخيرة، عندما ذهب موكب الزواج إلى مكان إقامة يودوكسيا بدلًا من مكان إقامته، إذ كان من المفترض أن يتزوج آركاديوس بابنته. دلّت حقيقة أن يوديوكسيا نشأت بعد وفاة والدها في رعاية جنرال كان عدوًا لروفينوس على تحول مراكز السلطة في البلاط الشرقي. كان الصراع على السلطة في البلاط الشرقي من شخص إلى آخر سمة متكررة في فترة حكم آركاديوس.
كانت أول أزمة واجهها الإمبراطور الشاب تمرد القوط الغربيين في عام 395، بقيادة ألاريك الأول الذي سعى إلى استغلال اعتلاء اثنين من الأباطرة الرومان عديمي الخبرة منصبهما. بينما كان ألاريك متوجهًا نحو القسطنطينية، ناهبًا مقدونيا وتراقيا، لم يتمكن البلاط الشرقي من التعامل معهم، إذ إن ثيودوسيوس أخذ معه أغلبية الأفواج العسكرية الشرقية إلى إيطاليا، وكانوا وقتها تحت إمرة ستيليكو. يُحتمل أن ستيليكو استشعر فرصة لتعزيز سلطته في النصف الشرقي من الإمبراطورية أيضًا، فأعلن أن ثيودوسيوس جعله وصيًا على كلا ابنيه. معلنًا تقدمه بغرض التعامل مع ألاريك، توجه إلى الشرق، فوصل إلى ثيساليا، متصدرًا قواته الخاصة وكذلك المرتزقة القوطيون ممن اصطحبهم ثيودوسيوس غربًا في الحرب الأهلية مع يوجينيوس. كان آركاديوس وروفينوس أكثر قلقًا حيال تهديد ستيليكو ومن ثم ألاريك؛ إذ أمر آركاديوس ستيليكو بعدم مواصلة التقدم، وإعادة إرسال الأفواج العسكرية الشرقية بدلًا من ذلك. امتثل ستيليكو لأمر آركاديوس، فعاد إلى سالونا، بينما تقدم المرتزقة القوطيون نحو القسطنطينية بقيادة غايناس. عندما استقبل آركاديوس وروفينوس غايناس مع جيشه في ميدان مارس خارج القسطنطينية في 27 نوفمبر من عام 395، اغتال القوطيون روفينوس بغتة على ساحة الموكب، بناءً على أوامر ستيليكو وربما بدعم من يوتروبيوس. مع وفاة روفينوس، كان من المُقرر أن يتولى يوتروبيوس ويودوكسيا زوجة آركاديوس منصب روفينوس كمستشارين، أو أوصياء للإمبراطور.
بينما عزز يوتروبيوس سيطرته على السلطة في العاصمة، واصلت الحكومة المشتتة صرف انتباهها عن وجود ألاريك في اليونان. بالرغم من احتمالية أن يكون يوتروبيوس قد تضافر في البداية مع ستيليكو بشأن الدفاع عن إيليريكام، وبحلول عام 397، تغيرت مشاعر البلاط الشرقي عندما عاد ستيليكو وواصل حصار ألاريك، الذي انسحب بعد ذلك إلى إبيروس. بما أن آركاديوس ويوتروبيوس لم يكونا تواقين لتدخل ستيليكو في شؤون الإمبراطورية الشرقية، فإنهما لم يقدما له أي مزيد من المساعدة العسكرية، فتخلى بعد ذلك عن حصار القوط الغربيين. وبإلحاح من يوتروبيوس، أعلن آركاديوس أن ستيليكو عدو للدولة، وتوصل إلى اتفاق مع ألاريك، ونصّبه قائدًا للجنود في إيليركام. في نفس الوقت تقريبًا، أقنع البلاط الشرقي قائد الجنود الأفريقي -غيلدو- بتحويل ولائه من هونوريوس إلى آركاديوس، ما أدى إلى مزيد من التدهور في العلاقات بين بلاطي الإمبراطوريتين.
استمر نفوذ يوتروبيوس أربعة أعوام، سعى خلالها إلى تهميش الجيش وتعزيز المكاتب المدنية ضمن البيروقراطية. قدّم ضابطين عسكريين بارزين للمحاكمة، هما تيماسيوس وأبوندانتيوس. وجعل آركاديوس يستحدث اثنين من الابتكارات الإدارية: إدارة كورسوس بوبلكوس (مكتب البريد العام) ونقل المكتب المسؤول عن تصنيع المعدات العسكرية من المديريات البريتورية إلى المكتب الرئيس. ثانيًا، حصل الدور الذي قام به يوتروبيوس -كبير أمناء البلاط- على رتبة الرجل المرموق، لذا تساوت مع رتبة المدراء البريتوريون. في خريف عام 397، أصدر يوتروبيوس قانونًا باسم آركاديوس يستهدف المؤسسة العسكرية الرومانية،  كان يعتبر أي مؤامرة تتضمن جنودًا أو أفواجًا بربرية مُحاكة ضد أشخاص يحملون رتبة الرجل المرموق خيانة، وحُكم على المتآمرين بالإعدام، وتجريد ذريتهم من المواطنة.
بالرغم من أن يوتروبيوس قاد حملة ناجحة ضد الهون في أرمينيا الرومانية في عام 398، أشعل إقناعه لآركاديوس بأن يمنحه القنصلية الاحتجاجات عبر الإمبراطورية في عام 399. ففي نظر التقليديين، كان منح القنصلية لمخصي وعبد سابق إهانة، ورفض البلاط الغربي الاعتراف به قنصلًا. بلغت الأزمة ذروتها عندما تمرد القوط الشرقيون ممن جعلهم ثيودوسيوس الأول يستقرون في الأناضول، بقيادة تريبيغلد، مطالبين بعزل يوتروبيوس. أرسل الإمبراطور قوتين للتعامل مع تريبيغلد، هُزمت الأولى بقيادة ليو. أما الثانية، التي كانت بقيادة غايناس، عدو يوتروبيوس، عادت إلى آركاديوس، وزعم أنه لا يمكن هزيمة القوط الشرقيبن وأنه من المنطقي أن يوافق على مطالبهم. رغم أن آركاديوس كان ما يزال يريد أن يؤيد يوتروبيوس، كان تدخل زوجته يودوكسيا ما أرغمه في النهاية على فعل النقيض من ذلك، إذ انتهزت يودوكسيا الفرصة لتخليص نفسها من منافس قوي واستبداله باعتباره المؤثر الرئيس على آركاديوس. طرد آركاديوس يوتروبيوس وأرسله إلى المنفى (17 أغسطس 399)، قبل أن يستدعيه لمواجهة المحاكمة والإعدام خلال خريف عام 399.
| قبله: ثيودوسيوس الأول | الأباطرة البيزنطيون 395-408 | بعده: ثيودوسيوس الثاني |